# Saratoga (Carolina del Nord)
Saratoga és una població dels Estats Units a l'estat de Carolina del Nord. Segons el cens del 2000 tenia 379 habitants.

## Demografia
Segons el cens del 2000, Saratoga tenia 379 habitants, 158 habitatges i 102 famílies. La densitat de població era de 228,6 habitants per km².
Dels 158 habitatges en un 28,5% hi vivien nens de menys de 18 anys, en un 43,7% hi vivien parelles casades, en un 20,3% dones solteres, i en un 35,4% no eren unitats familiars. En el 32,3% dels habitatges hi vivien persones soles el 17,1% de les quals corresponia a persones de 65 anys o més que vivien soles. El nombre mitjà de persones vivint en cada habitatge era de 2,4 i el nombre mitjà de persones que vivien en cada família era de 2,95.
Per edats la població es repartia de la següent manera: un 23,5% tenia menys de 18 anys, un 5,8% entre 18 i 24, un 29,6% entre 25 i 44, un 23,5% de 45 a 60 i un 17,7% 65 anys o més.
L'edat mediana era de 40 anys. Per cada 100 dones de 18 o més anys hi havia 75,8 homes.
La renda mediana per habitatge era de 31.667 $ i la renda mediana per família de 37.750 $. Els homes tenien una renda mediana de 33.125 $ mentre que les dones 25.469 $. La renda per capita de la població era de 15.317 $. Entorn del 8,2% de les famílies i el 13,1% de la població estaven per davall del llindar de pobresa.

## Poblacions més properes
El següent diagrama mostra les poblacions més properes.